# Sonoita (Arizona)
Sonoita est une census-designated place du comté de Santa Cruz, dans l'État de l'Arizona, aux États-Unis. En 2020, elle compte une population de 803 habitants.
Plusieurs observatoires astronomiques s'y trouvent : G93 – Sonoita Research Observatory, Sonoita (en abrégé "Sonoita") et 857 – Iowa Robotic Observatory, Sonoita ("Sonoita (IRO)").